# Rudolf Gornik
Rudolf Gornik (* 1. April 1898 in Sremska Mitrovica; † 19. Februar 1980 in Zagreb) war ein jugoslawischer Agrarwissenschaftler, der sich mit Anbau und Züchtung von Tabak beschäftigte.

## Leben
Er legte 1916 am Realgymnasium in Osijek seine Matura ab und studierte in Prag, wo er 1923 ein Diplom in Agrarwissenschaft mit Spezialgebiet Pflanzenzüchtung erwarb.
Er gründete 1924 in Prilep die Versuchsstation für Tabakforschung, die seit 2009 als Wissenschaftliches Tabakinstitut Teil der Universität Skopje ist. Diese leitete er zunächst, bis er 1939 eine Stelle beim Staatlichen Tabakmonopol in Belgrad antrat. 1946 bis 1954 war er erneut Direktor der Versuchsstation in Prilep. Dort züchtete er mehrere neue Tabaksorten. Ab 1954 leitete er das Tabakinstitut in Zagreb.
Rudolf Gornik erhielt mehrere Auszeichnungen und wurde 1964 Ehrenbürger der Stadt Prilep. 1979 wurde er zum Mitglied der Mazedonischen Akademie der Wissenschaften und Künste gewählt.

## Werke
- Proizvodnja duhana tipa Burley (Produktion von Tabak des Typs „Burley“), 1953 (serbokroatisch)
- Oblagoroduvanje na tutunot (Verarbeitung von Tabak), 1973 (mazedonisch)

Rudolf Gornik war 1952 bis 1954 Herausgeber der Fachzeitschrift Tutun (Tabak).